# Tata Hispano

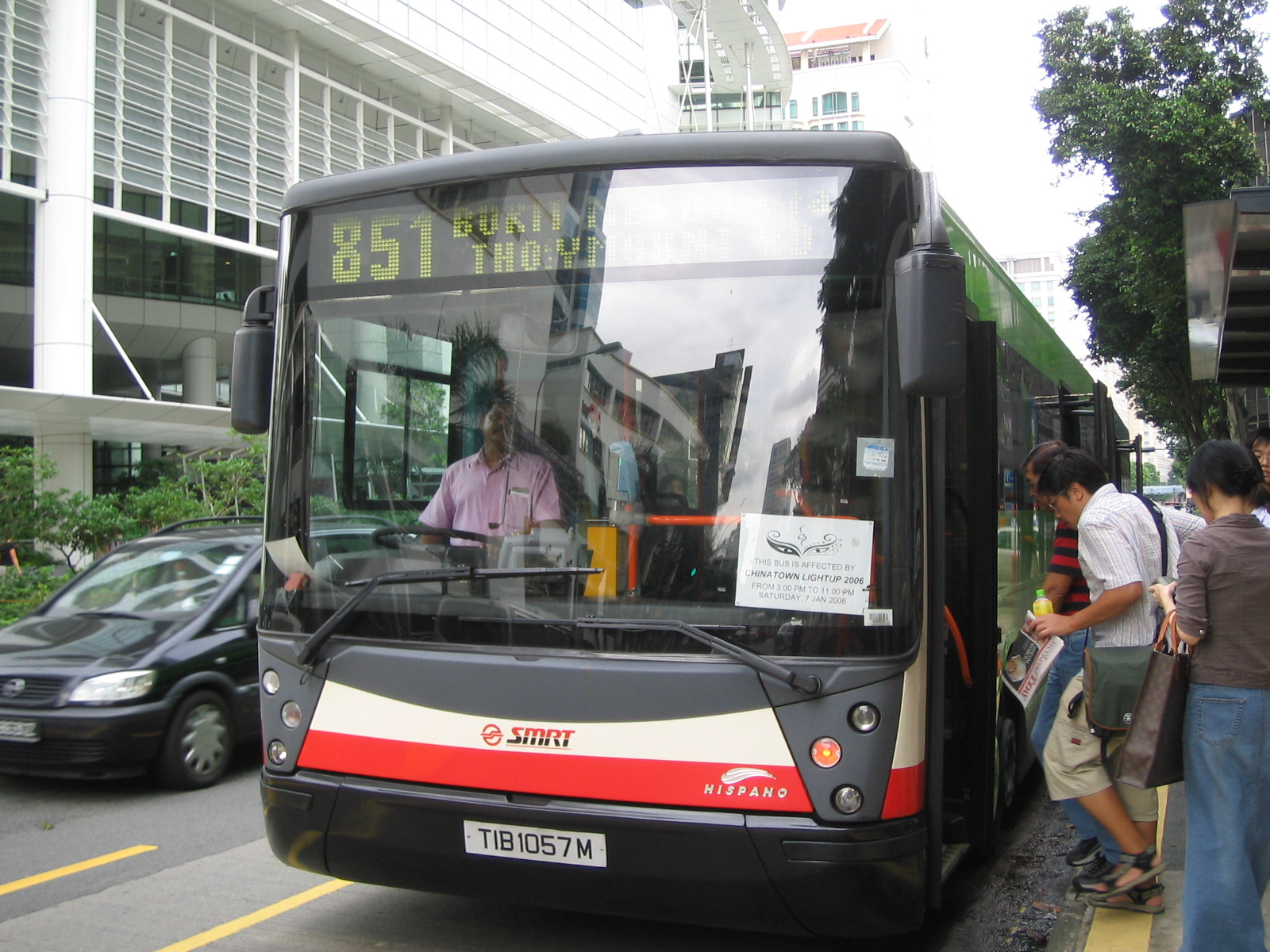
Hispano Habit на шасси Mercedes

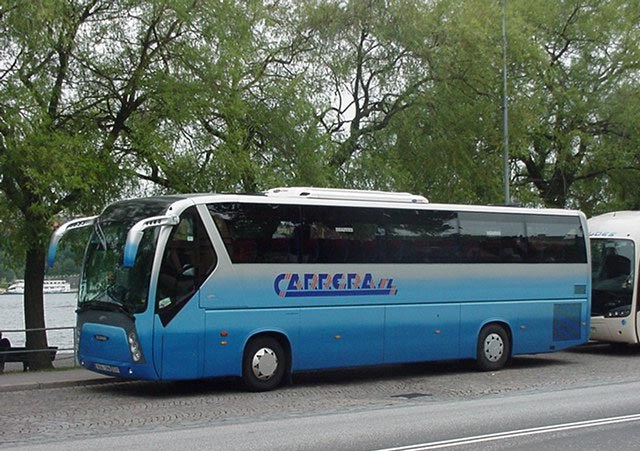
Hispano Divo

Tata Hispano Motors Carrocera S.A. (до 1 марта 2010 года — Hispano Carrocera S.A.) — производитель автобусов (кузовов) из Испании (г. Сарагоса). При этом используются шасси других компаний: Mercedes, MAN, Scania, Volvo, Irisbus.
Компания выпускает две основные серии автобусов — Divo и Habit.
Серия Divo делается в 12 и 12,8 метровых версиях длины. В городском исполнении
их высота 3,2 метра, в туристическом 3,5 м. При создании автобусов этой серии
в центре внимания были аэродинамика и безопасность водителя и пассажиров.
Автобусы серии Habit выпускаются от 9,7 до 12 метров в длину, а также сочленённый 18-метровый.
Все модели Habit предназначены для городских перевозок и имеют низкорамный принцип конструкции,
с удобными широкими дверями.